# Корто Малтезе
Корто Малтезе (итал. Corto Maltese) је стрипски јунак, морнар-авантуриста којег је створио италијански писац Хуго Прат. Стрип је преведен на многе свјетске језике и широко прихваћен као један од најбољих стрипова XX вијека. Корто Малтезе (име је вјероватно настало по венецијанском изразу „Малтешки двор“) је лежерни капетан чије су пустоловине смјештене у прве деценије XX вијека (од 1900–их до 1920-их). Скитница златног срца, романтични идеалиста, он је трпељив и милосрдан према пораженима.
Рођен је у Валети 10. јула 1887. године, као син велшког морнара из Корнвола и пророчице, Циганке са Гибралтара, урезао је у дјетињству очевим бријачем линију среће на свом длану, одређујући тако судбину као ствар избора. Иако се држи несврстаног става, Корто нагонски подржава поражене и угњетаване.
Корто се први пут јавља у Пратовом стрипу „Балада о Сланом мору“ (Una Ballata del Mare Salato, 1967) о кријумчарима и пиратима на Тихом океану. Током 1970. године, Прат почиње са објављивањем серије кратких епизода Корта Малтезеа за француски стрип-магазин Pif. 1974. године. вратио се цјеловитим епизодама пославши Корта у Сибир 1918, у албуму „Корто Малтезе у Сибиру“ (Corte sconta detta arcana).
Хронолошки, прва авантура Корта Малтезеа, „Младост“ (La giovinezza), одвија се у вријеме Руско-јапанског рата. У неколико кратких епизода (обједињених албумима „Етиопљани“, „Увијек мало даље“ и „Келти“) искусио је Први свјетски рат на неколико удаљених локација, учествовао је у грађанском рату у Русији након Октобарске револуције, а појављује се и у Италији током ране фазе развоје фашизма. Како се наслућује из Пратовог стрипа „Пустињски шкорпиони“, Корту се губи сваки траг током Шпанског грађанског рата.
Лик је отелотворење Пратовог скептицизма у погледу националних, идеолошких и религиозних „великих нарација“. Током својих путовања Корто помаже људима различитих занимања и поријекла, попут убице, Руса, Распућина, британског насљедника Тристана Бантама, вуду пророчице, Златоусте и чешког академика Јеремије Штајнера. Такође, упознаје и среће стварне историјске личности, попут Џека Лондона, Ернеста Хемингвеја, Хермана Хесеа, Буча Касидија, руског „бијелог“ генерала Романа фон Унгер-Штернберга и Енвер-пашу, турског јунака и побуњеника. Он ужива велико поштовање својих познаника, што најбоље илуструје епизода „Златна кућа Самарканда“, у којој га из руског заточеништва спасава лична интервенција његовог старог пријатеља - Јосифа Џугашвилија Стаљина.
Кортова омиљена књига је Утопија Томаса Мора, али никако не успијева да је прочита до краја. Ужива у пустоловним романима Лондона, Стивенсона, Мелвила, Конрада... Сам стрип прошаран је бројним цитатима, парафразама, референцама на свијет литературе.
Епизоде Корта Малтезеа крећу се од реалистичких историјских пустоловина до окултних, ониричних секвенци. Он присуствује обарању авиона Црвеног барона, смрти Енвер Паше, трага за благом црногорског краља Николе, бјежи од фашизма из Венеције, али и несвјесно помаже чаробњаку Мерлину и келтском богу Оберону да одбране Британију и посјећује изгубљени континент Му.
Године 2002, француски „Studio Canal“ снимио је анимирани филм „Corto Maltese: La Cour secrète des Arcanes“, према Пратовом албуму „Корто Малтезе у Сибиру“.

## Postpratovski period
Nakon smrti Huga Prata (1995), serijal je dugo bio u zastoju, sve do 2015. godine, kada je objavljen prvi album iz postpratovskog perioda pod nazivom Pod ponoćnim suncem. Serijal se tada podelio na dva pravca. Jedan je verno sledio Pratov stil crtanja, vreme i atmosferu stripa, a na njemu su radila dvojica španskih autora - Juan Díaz Canales, Rubén Pellejero. Drugi pravac predstavlja svojevrsni reboot serijala, poveren francuskom crtaču Bastijanu Vivesu. U toj verziji izmenjeni su i vremenski okvir i Kortovo godište — radnja počinje 2001. godine, a Korto je otprilike dvadeset godina mlađi nego u originalu.

## Епизоде
(хронологија збивања):
- 1905, Младост (La giovinezza,1983);
- 1913-1915, Балада о Сланом мору (Una Ballata del Mare Salato, 1967-1969);
- 1916-1917, Под знаком јарца (Sous le signe du Capricorne,1971);
- 1917, Корто увијек мало даље (Corto toujours un peu plus loin, 1970-1971);
- 1917-1918, Келти (Les Celtiques,1971-1972);
- 1918, Етиопљани (Les Éthiopiques, 1972-1973);
- 1918-1920, Корто Малтезе у Сибиру (Corte sconta detta Arcana, 1974-1975);
- 1921, Бајка из Венеције (Favola di Venezia -Sirat Al-Bunduqiyyah, 1977);
- 1921-1922, Златна кућа Самарканда (La Casa Dorata di Samarcanda, 1980);
- 1923, Танго (Tango... y todo a media luz, 1985);
- 1924, Хелветске приче (Le helvetiche Rosa alchemica, 1987);
- 1925, Му (Mu, 1988-1989).

## Списак албума и епизода
Погледати одредницу Spisak albuma i epizoda